# 318
| 318                |
| ------------------ |
| Dødsfald - Fødsler |
|                    |

| Gregoriansk kalender | 318 CCCXVIII            |
| Ab urbe condita      | 1071                    |
| Armensk kalender     | I/T                     |
| Kinesiske kalender   | 3014 – 3015 丁丑 – 戊寅 |
| Etiopisk kalender    | 310 – 311               |
| Jødisk kalender      | 4078 – 4079             |
| Hindukalendere       |                         |
| - Vikram Samvat      | 373 – 374               |
| - Shaka Samvat       | 240 – 241               |
| - Kali Yuga          | 3419 – 3420             |
| Iransk kalender      | 304 BP – 303 BP         |
| Islamisk kalender    | 314 BH – 312 BH         |

Se også 318 (tal)